# Linda S. Howington
Linda S. Howington (Alabama, EE. UU., 3 de agosto de 1950), es una escritora estadounidense superventas de novelas románticas contemporáneas y de suspense, con más de 50 novelas publicadas bajo su afamado seudónimo Linda Howard, aunque comenzó publicando bajo su nombre real (35 de sus novelas se han traducido al español).

## Biografía
Linda S. Howington nació el 3 de agosto de 1950 en Alabama, EE. UU. Estudió en una pequeña escuela rural. Comenzó a escribir con sólo nueve años, y con diez años escribió su primera novela, aunque lógicamente era impublicable y ni siquiera tenía título, aunque su hermana Joyce tuvo que leerla.
Mientras estudiaba en la universidad, aceptó su primer trabajo en una compañía de seguros de transporte donde conoció a su marido. Allí trabajó como secretaria de un director administrativo, aunque realizaba toda clase de trabajos para la empresa. El trabajo redactando informes de producción la aburría, y siguió escribiendo novelas por diversión.
Su marido es pescador de róbalos de competición y, a principios de la década de 1980, ambos decidieron cambiar de vida, él para pescar en su barco y ella para escribir mientras navegaban.
Envió un manuscrito a Silhouette y esperó impacientemente la respuesta. Llegó a adelgazar diez kilos a causa de los nervios, en espera de que contestasen, porque su manuscrito para ella era como un hijo. Afortunadamente, fue aceptado y comenzó una carrera exitosa. Sus primeras obras fueron publicadas con su nombre real Linda S. Howington, que después de cuatro libros decidió cambiar por el más comercial Linda Howard.
Además del éxito editorial, Linda ha sido honrada tanto por los críticos como por sus colegas muchas veces. Ha ganado el premio B. Dalton de super-ventas, el premio de la crítica de la revista Romantic Times por una serie y el premio WISH por su protagonista Joe MacKenzie de MacKenzie's mission (La misión más dulce) publicado en Silhouette Intimate Moments. Esta novela llegó al número 61 en la lista de super-ventas de la revista USA Today, donde su autora ha aparecido en varias ocasiones. Premiada por la Asociación de escritores americanos de novela romántica y finalista del Golden Choice, es una habitual del premio Waldenbooks al mejor autor de best-sellers, quedando en primer lugar en varias ocasiones.
Actualmente, Linda y su marido residen en una granja del estado de Alabama donde tienen ganado, perros, ciervos, pavos silvestres, osos y al menos una pantera negra. Por supuesto, de vez en cuando sigue acompañando a competiciones a su marido, llevando su ordenador portátil para escribir.
Entre sus amistades se encuentran las también escritoras: Catherine Coulter, Iris Johansen y Kay Kooper.

### Como Linda Howard

#### Novelas independientes
- All That Glitters 1982 (Poder de seducción)
- An Independent Wife 1982 (Una vida propia)
- Against the Rules 1983
- Lake of Dreams 1985 (El lago de los sueños)
- Come Lie With Me	1984 (Amanecer contigo)
- Tears of the Renegade	1985 (Entre la lealtad y el amor)
- The Cutting Edge	1985
- The Way Home in "TO MOTHER WICH LOVE" 1991 & in "A BOUQUET OF BABIES" 2000
- The Touch of Fire	1992
- Overload in "SILHOUETTE SUMMER SIZZLES" 1993 & "SUMMER SENSATION" 1999 (El apagón en "HISTORIAS DE AMOR")
- Heart of Fire 1993 (Corazón de fuego)
- Dream Man 1995 & in "NIGHT MOVES" 1998 (Premonición mortal)
- After the Night	1995 (Secretos en la noche)
- Shades of Twilight	1996 (Sombras en el crepúsculo)
- White Out in "UPON MIDNIGHT CLEAR"	1997 (Nevada)
- Son of the Morning	1997
- Lake of Dreams in "HEART'S DESIRE" 1998 & in "EVERLASTING LOVE" (El lago de los sueños)
- Now You See Her 1998 (Visible oscuridad)
- "Blue Moon" in UNDER THE BOARDWALK 1999
- Mr. Perfect 2000 (El hombre perfecto)
- Open Season 2001 (Se abre la veda)
- Strangers In the Night 2001
- Dying to Please 2002 (Morir por complacer)
- 100% HERO 2003
- Cry no More 2003
- Killing Time 2005
- "A MOTHER'S TOUCH" 2005
- Cover Of Night 2006 (Al amparo de la noche)
- Up Close and Dangerous 2007 (Cercano y peligroso)
- Death Angel 2008 (El ángel de la muerte)
- Burn 2009
- Ice 2010
- Veil of Night 2010
- Prey 2011
- Shadow Woman 2013
- Troublemaker 2016

#### Spencer-Nyle Co. Series(Serie Spencer-Nyle Co.)
1. Sarah's child	1985 (Segundas oportunidades)
2. Almost forever	1986 (Para casi siempre)
3. Bluebird winter in "SILHOUETTE CHRISTMAS STORIES: 1987" 1987 & in "DELIVERED BY CHRISTMAS" 1989 (Primavera en el corazón)

#### Rescues Series(Serie Rescates)
1. Midnight rainbow 1986 & in "LINDA HOWARD COLLECTION" 1992 & in "IMPULSE" 2000 (En mundos distintos)
2. Diamond bay	1987
3. Heartbreaker	1987 (Corazón roto)
4. White lies	 1988 (Mentiras piadosas)

#### MacKenzie Family Saga (Saga Familia MacKenzie)
1. MacKenzie's mountain 1989 & in "THE MACKENZIE'S" 1996 & in "MACKENZIE'S LEGACY" 2005 (Lecciones privadas)
2. MacKenzie's mission 1992 & in "THE MACKENZIE'S" 1996 & in ""MACKENZIE'S LEGACY" 2005 (La misión más dulce)
3. MacKenzie's pleasures 1996 & in "THE MACKENZIE FAMILY" 1997 (Placeres furtivos)
4. MacKenzie's magic in "CHRISTMAS KISSES" 1996 & in "THE MACKENZIE FAMILY" 1997 (Navidades mágicas)
5. A game of chance	2000 (Su única oportunidad)

#### Western Ladies Series
1. A lady of the west	1990 (Una dama del Oeste)
2. Angel creek	1991 (Valle de pasión)

#### Patterson-Cannon Family Series(Serie Familia Patterson-Cannon)
1. Duncan's bride 1990 & in "FINDING HOME" 2001 (Un lugar en el corazón)
2. Loving Evangeline 1994 & in "FOREVER YOURS" 1997 & in "ON HIS TERMS" 2003 (Amando a una mujer)

#### C.I.A.'s Spies Series(Serie Espías de la C.I.A.)
1. Kill and tell	 1998 (Matar para contarlo)
2. All the Queen's men	1999 (Juego de sombras)
3. Kiss me while I sleep	2004 (Un beso en la oscuridad)

#### Blair Mallory Series
1. To Die For 2004 (Morir de amor)
2. Drop Dead Gorgeous 2006 (Belleza mortal)